# Binnenhof
Il Binnenhof (olandese, letteralmente "corte interna") è un complesso architettonico situato all'Aia, che dal 1446 è sede degli incontri degli Stati Generali, il parlamento olandese, e quindi centro della vita politica del paese da molti secoli.

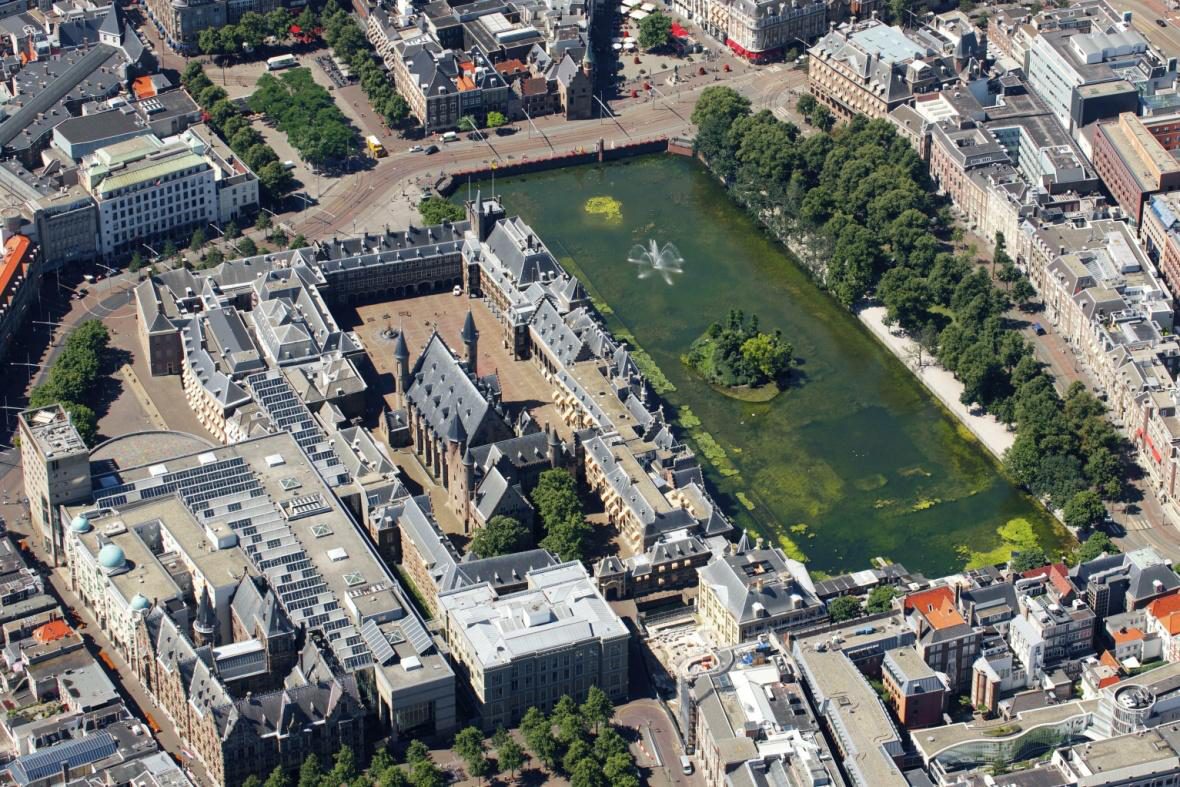
Foto aerea del Binnenhof nel 2015. Davanti, a sinistra, gli edifici della Camera dei Rappresentanti. Al centro le sale Grafelijk (compresa la Ridderzaal) con alle spalle il Consiglio di Stato e il Senato. A destra della Ridderzaal, il Ministero degli Affari Generali con la Torentje (in gran parte nascosta dietro la Mauritshuis, vicino all'Hofvijver).

## Storia e descrizione

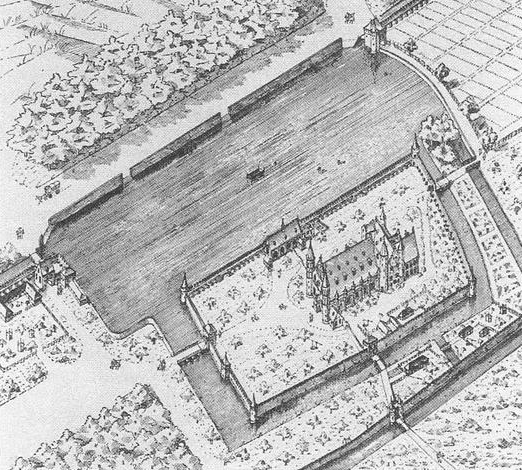
Il Binnenhof nel XIII secolo.

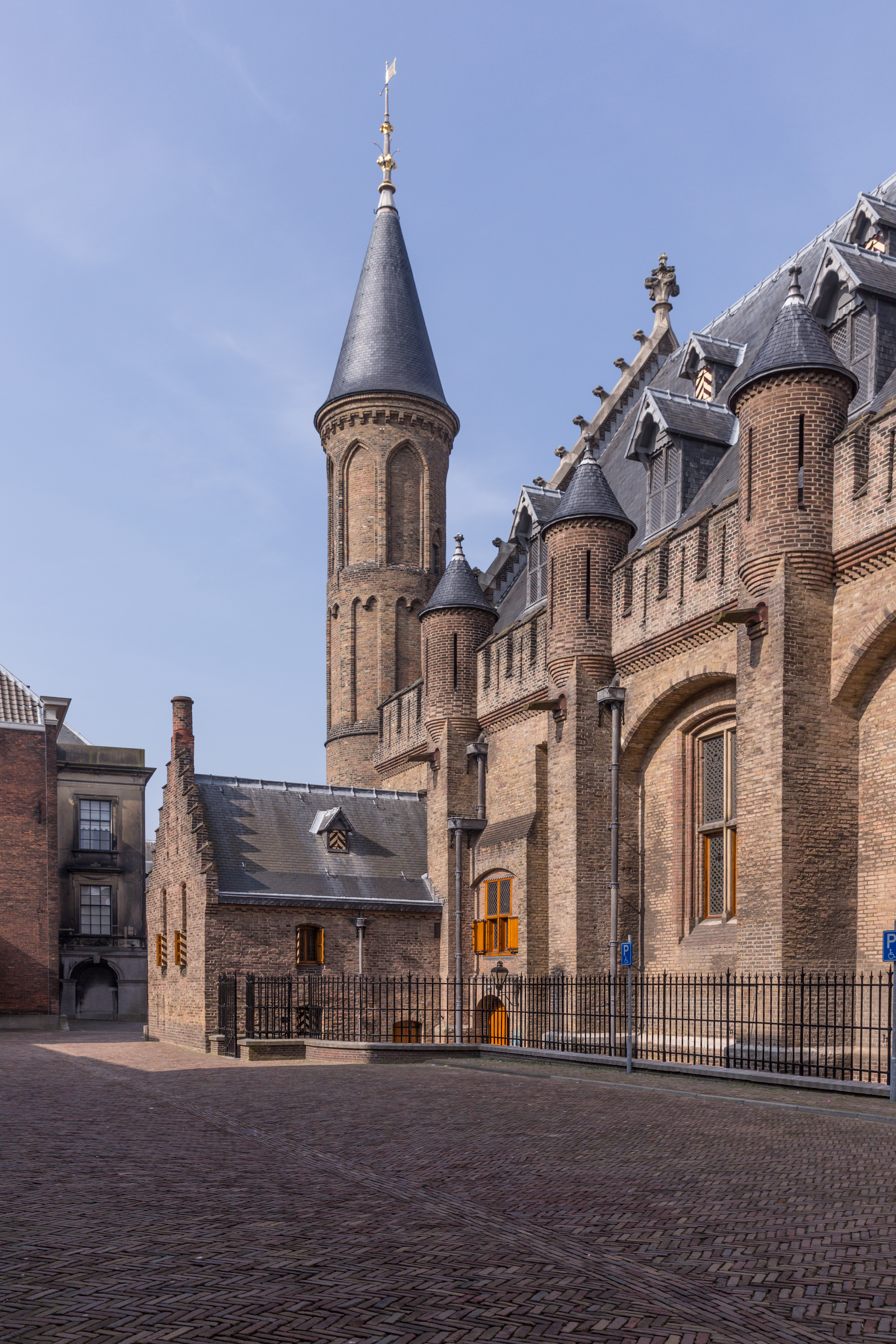
La Rolzaal la parte più antica del complesso.

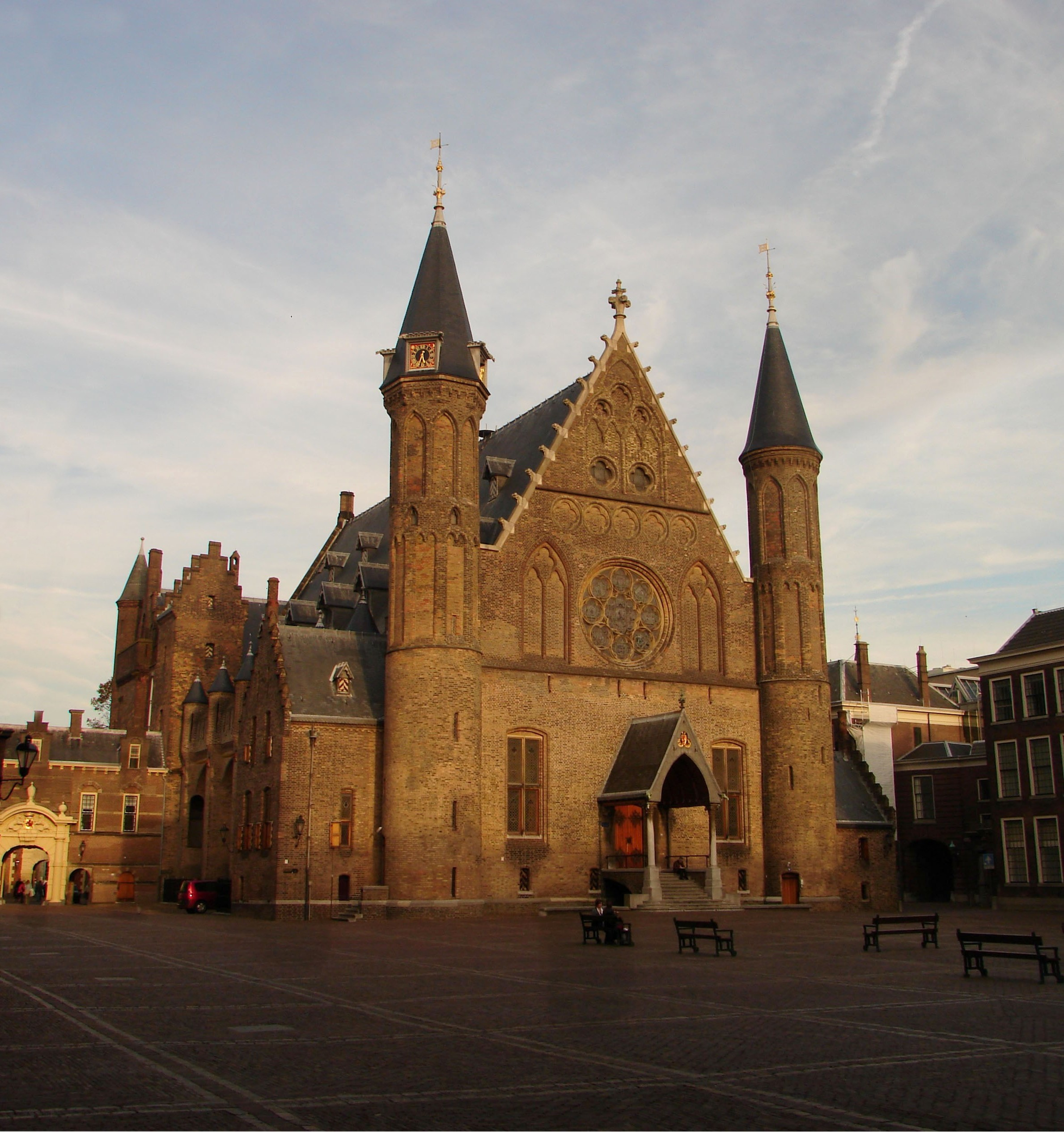
La Ridderzaal, Sala dei Cavalieri.

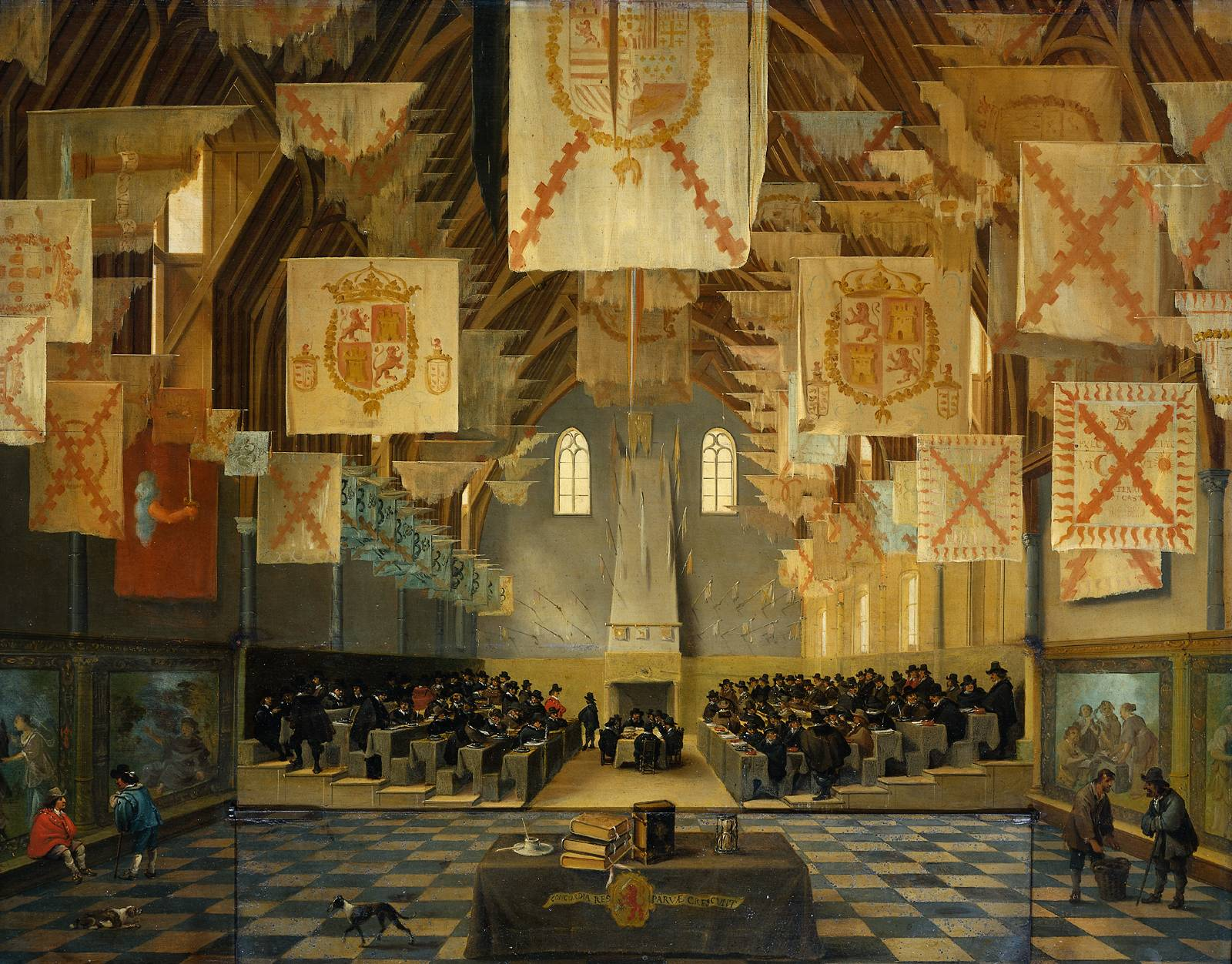
Un'assemblea degli Stati Generali nel 1651.

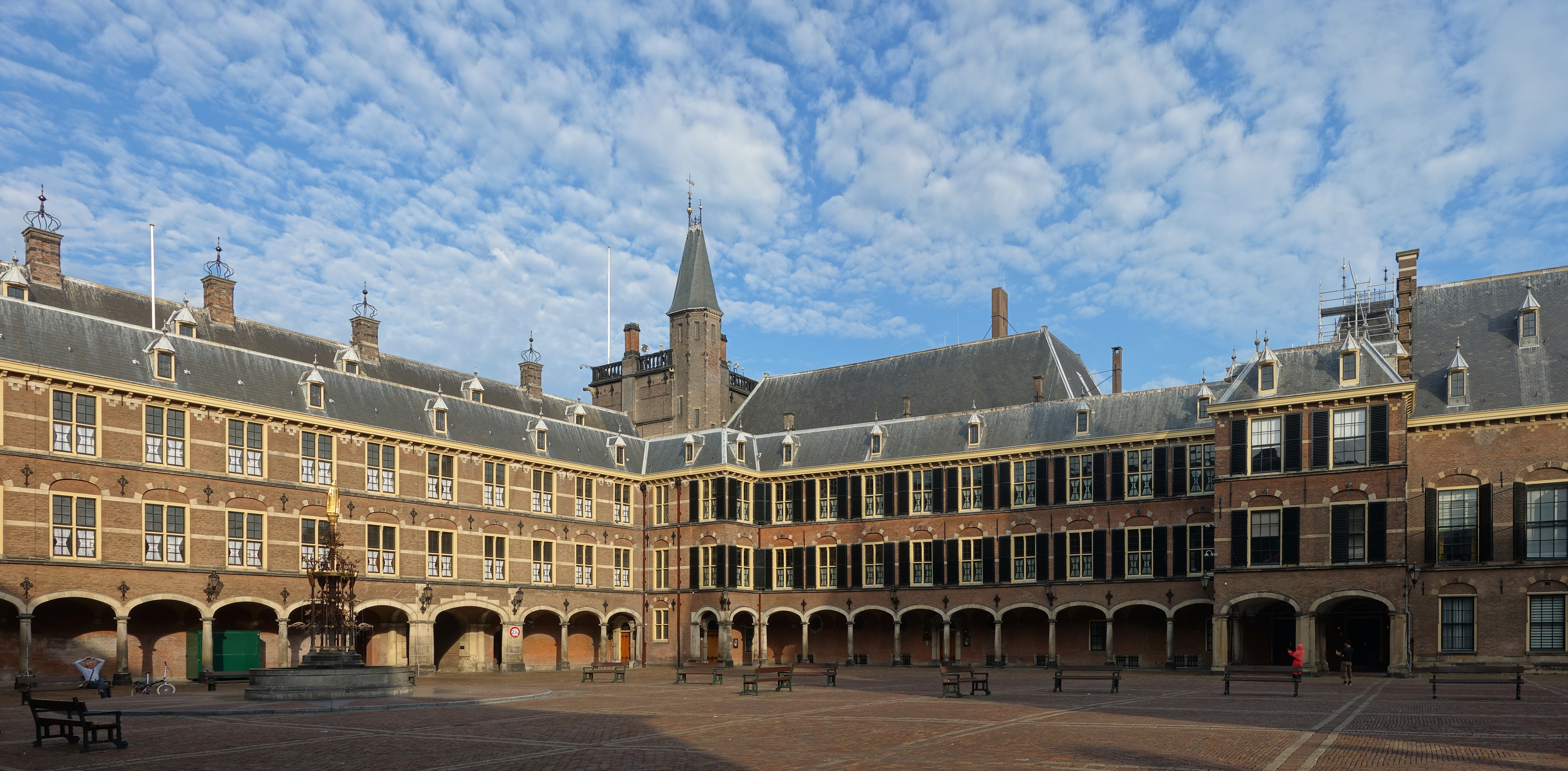
I palazzi degli Stati Generali, sul cortile.

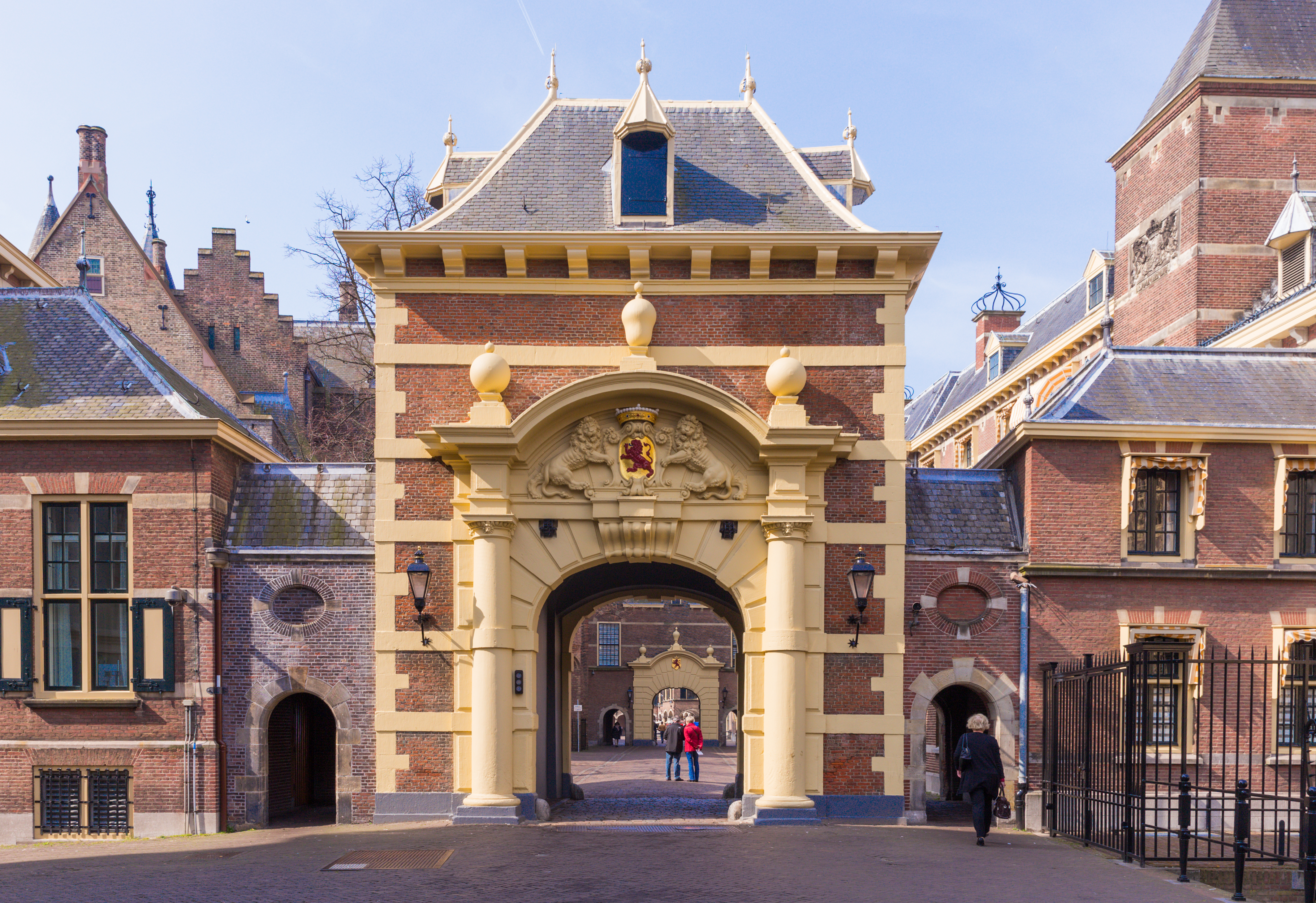
Una porta barocca.

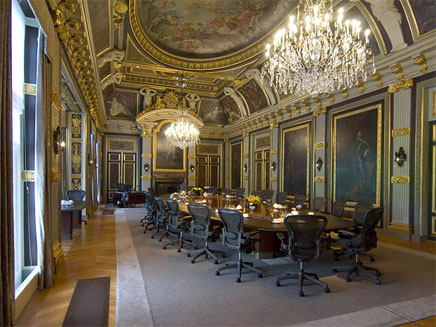
La Sala delle Tregue, del 1697.

### Origini
Il luogo dove oggi sorge il Binnenhof era in origine una duna che sporgeva da una zona acquitrinosa; come la gran parte del territorio olandese. Vi sorgeva un mastio, che venne acquistato dal conte Fiorenzo IV d'Olanda nel 1229 per adattarlo a propria residenza, in adiacenza al piccolo lago poi chiamato Hofvijver o 'Stagno della Corte'. All'epoca venne costruita la Rolzaal, la parte più antica oggi conservata che ancora presenta un sapore romanico.

### Il castello del Binnenhof
Con Guglielmo II d'Olanda, figlio di Fiorenzo IV, si ebbe il vero sviluppo dell'edificio. Dapprima un muro e fossati circondavano il complesso rendendolo un'isola; poi si iniziò nell'espandere il castello recintandovi le zone intorno. Dallo stagno a nord, il Buitenhof, "Cortile esterno", con la Gevangenpoort, che ne divenne la porta fortificata d'accesso, a ovest; e la lingua di terra che lo separava dallo Spui a sud. 
Lo Spui era un canale che collegava la città alla vicina Delft. Si crearono così quei recinti e cortili che hanno conferito il nome al complesso stesso: Binnenhof, "Cortile interno", l'edificio arrivato fino a oggi, che si sviluppò nel corso dei secoli.
Tra il 1248 e il 1280 vennero costruite in forme gotiche la Ridderzaal, "Sala dei Cavalieri", che sviluppava dal lato orientale della Rolzaal, e la Hofkapel, "Cappella di Corte", che sorge sul lato sud, lungo lo stagno. A destra e a sinistra della Sala dei Cavalieri, perpendicolarmente, venne eretto un muro che divide lo spazio davanti e dietro l'edificio. Alla fine del muro verso l'Hofvijver, è la cappella di corte con accanto la Ridderhuis, "Casa dei Cavalieri", atta a ospitare i cavalieri in visita; sul lato sud vi erano le cucine e dunque la Keukenpoort. Sul retro, verso est, ove oggi è il Mauritshuis, vi era un'altra porta che attraverso un piccolo ponte dava accesso all'orto e al frutteto.
Presumibilmente, il castello venne completato durante il regno del figlio di Guglielmo II, Fiorenzo V d'Olanda; tuttavia i conti d'Olanda vi soggiornarono solo per brevi periodi. I loro successori, i conti di Hainaut vissero qui solo temporaneamente, ma ampliarono il castello con nuovi edifici. Alcuni membri dei Wittelsbach riportarono la loro residenza nel castello, soprattutto Alberto I di Baviera vi visse a lungo, aumentandone le dimensioni e chiudendo il cortile con edifici.

### Parlamento olandese
Quando nel 1432 la Contea d'Olanda divenne parte Ducato di Borgogna, il Binnenhof venne abbandonato, ma più tardi parte del complesso divenne residenza degli Statolder d'Olanda, governatori della contea. Con l'Atto d'Abiura del 26 luglio 1581, la deposizione di Filippo II di Spagna come conte d'Olanda e la proclamazione della Repubblica delle Sette Province Unite, la Ridderzaal divenne spazio pubblico e d'affari. 
Nel 1584, con lo statolder Maurizio di Nassau la Ridderzaal venne destinata a luogo delle sedute dei nuovi Stati Generali della Repubblica delle Sette Province Unite. Con Maurizio il Binnenhof vide l'inizio di una graduale trasformazione del castello in palazzo parlamentare. Si inizia con la costruzione delle porte barocche d'accesso verso il 1620, i palazzi porticati e si continua con l'allestimento di preziose sale interne, fra cui spicca la Sala delle Tregue, opera in stile Luigi XIV eseguita nel 1697 su disegno di Daniel Marot. La fase di trasformazione termina solo nel tardo XVIII secolo con la ricostruzione dell'ala sud sotto Guglielmo V d'Orange-Nassau e la realizzazione della splendida fontana neogotica opera di Pierre Cuypers.

### Storia moderna
Dopo la creazione del Regno d'Olanda, il re Luigi Bonaparte trasferì il governo ad Amsterdam e il Binnenhof venne abbandonato e rischiò di esser demolito.
Quando i Paesi Bassi ebbero l'indipendenza dall'Impero francese il governo ritornò nel Binnenhof; ma nel 1848 una nuova costituzione istituì una monarchia parlamentare e i nuovi Stati Generali, che ottennero più potere dal re, decisero di abbattere il vecchio potere simbolicamente demolendone i vecchi edifici governativi. Tuttavia, la gente del posto si oppose fortemente, mossa dalla consapevolezza del valore storico del luogo, e riuscì a salvare il complesso.
Un grande edificio modernosul lato meridionale del Binnenhof, opera dell'architetto Pi de Bruijn, ospita dal 1992 i 150 membri della Tweede Kamer, la camera bassa del Parlamento di primaria importanza politica.
Nella Ridderzaal il monarca tiene l'annuale discorso del Trono in occasione del Prinsjesdag. Una delle torri, chiamata semplicemente het Torentje ("la torretta"; subito accanto al museo Mauritshuis), è sede dell'ufficio del Primo ministro dal 1982. 
Nel 2016 é cominciato il progetto di restauro e rinnovo dell'intero complesso (Ridderzaal esclusa). Tutti gli uffici governativi sono stati temporaneamente trasferiti altrove in palazzi limitrofi. La conclusione del progetto é prevista per il 2028. 

## Galleria d'immagini

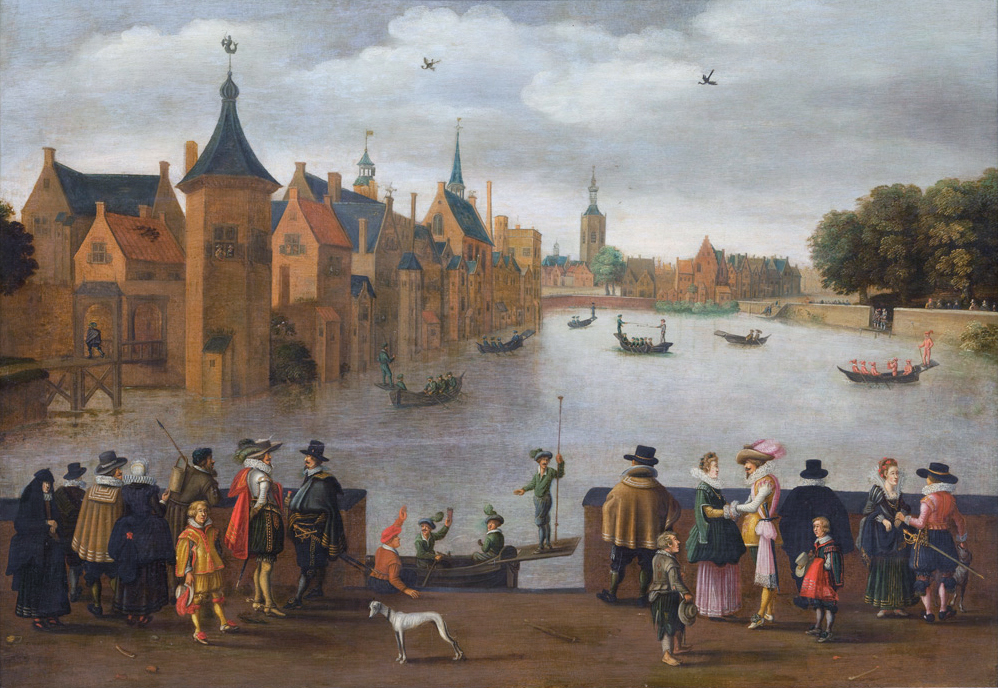
La Binnenhof nel XVII secolo
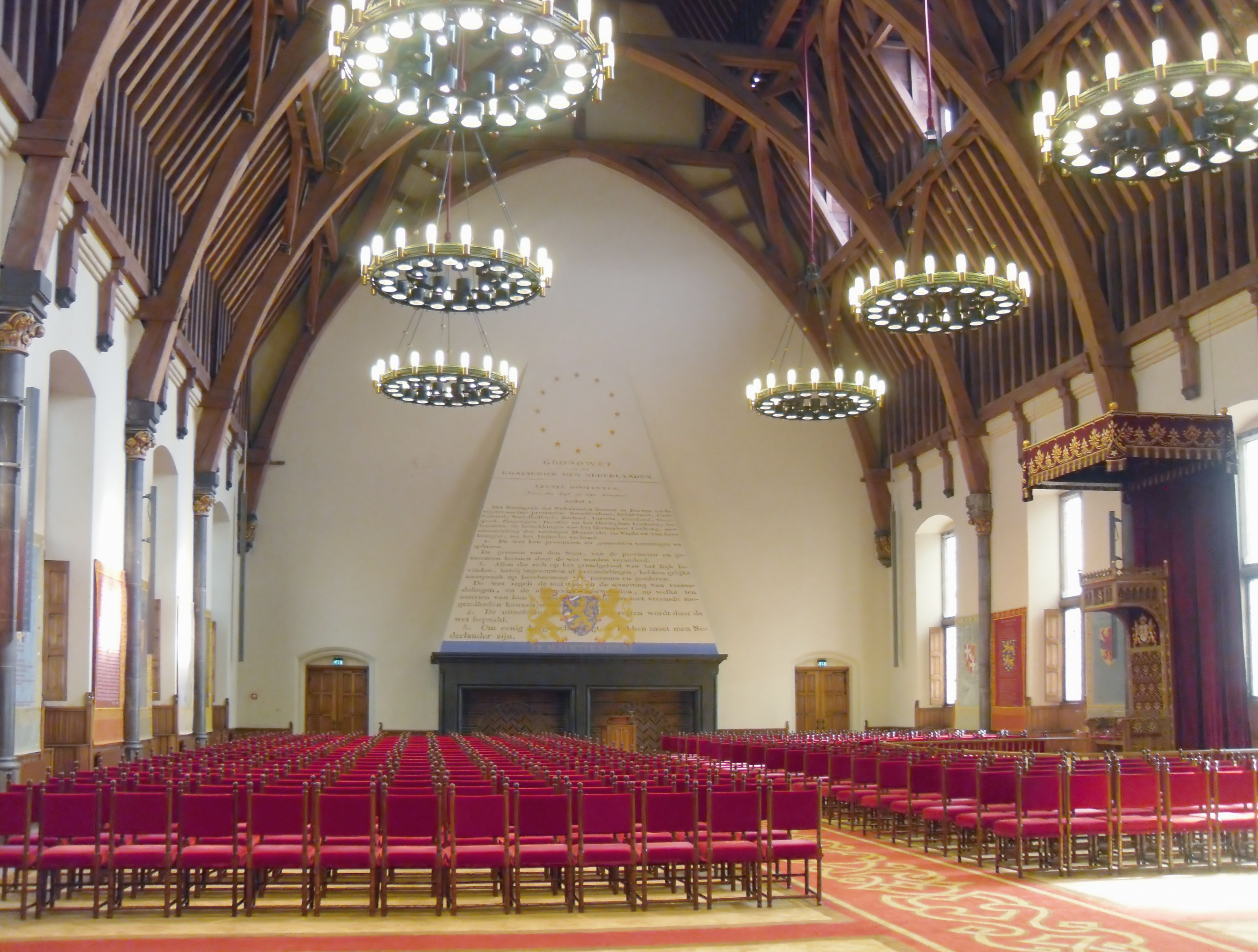
Interno della Ridderzaal
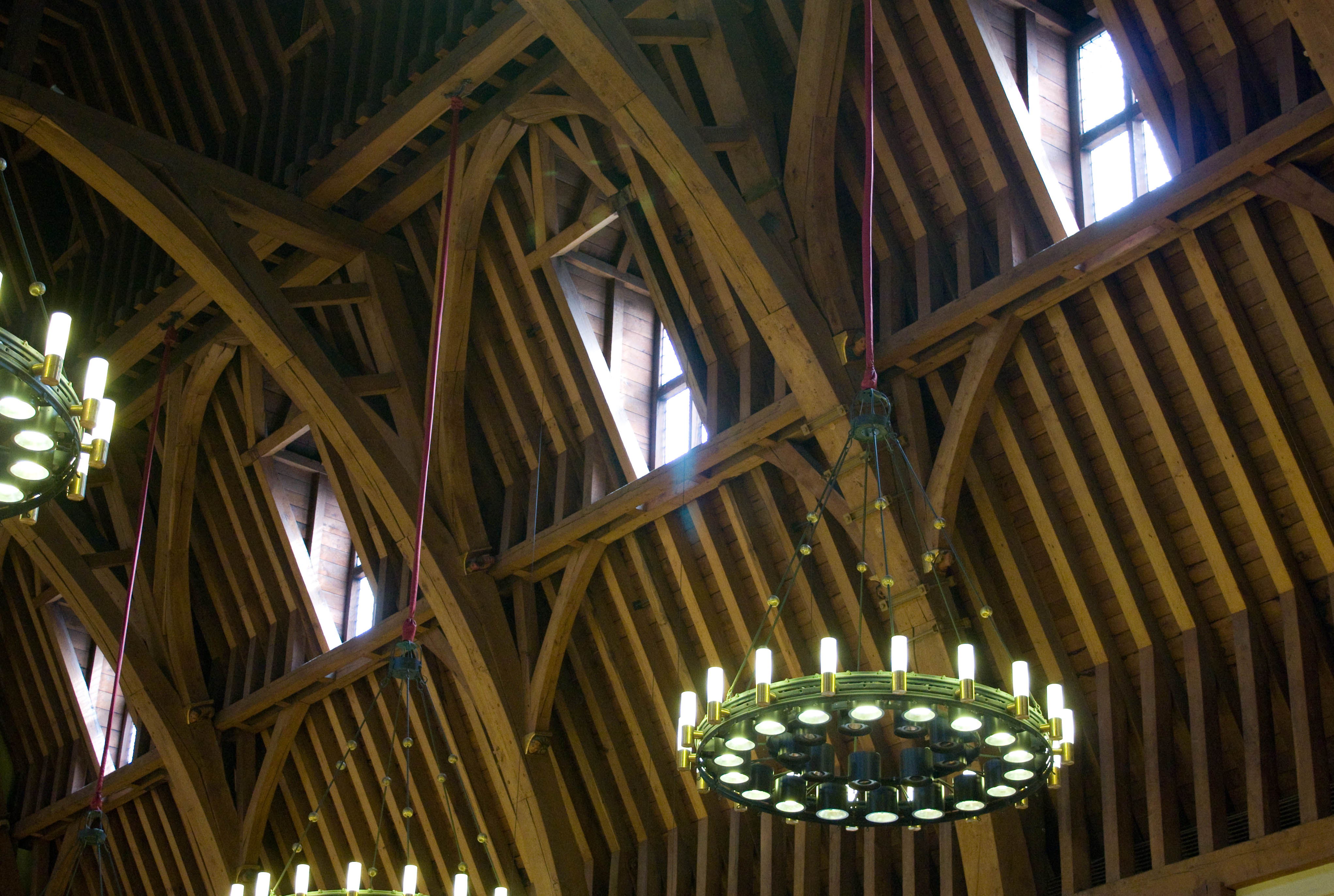
Il soffitto della Ridderzaal
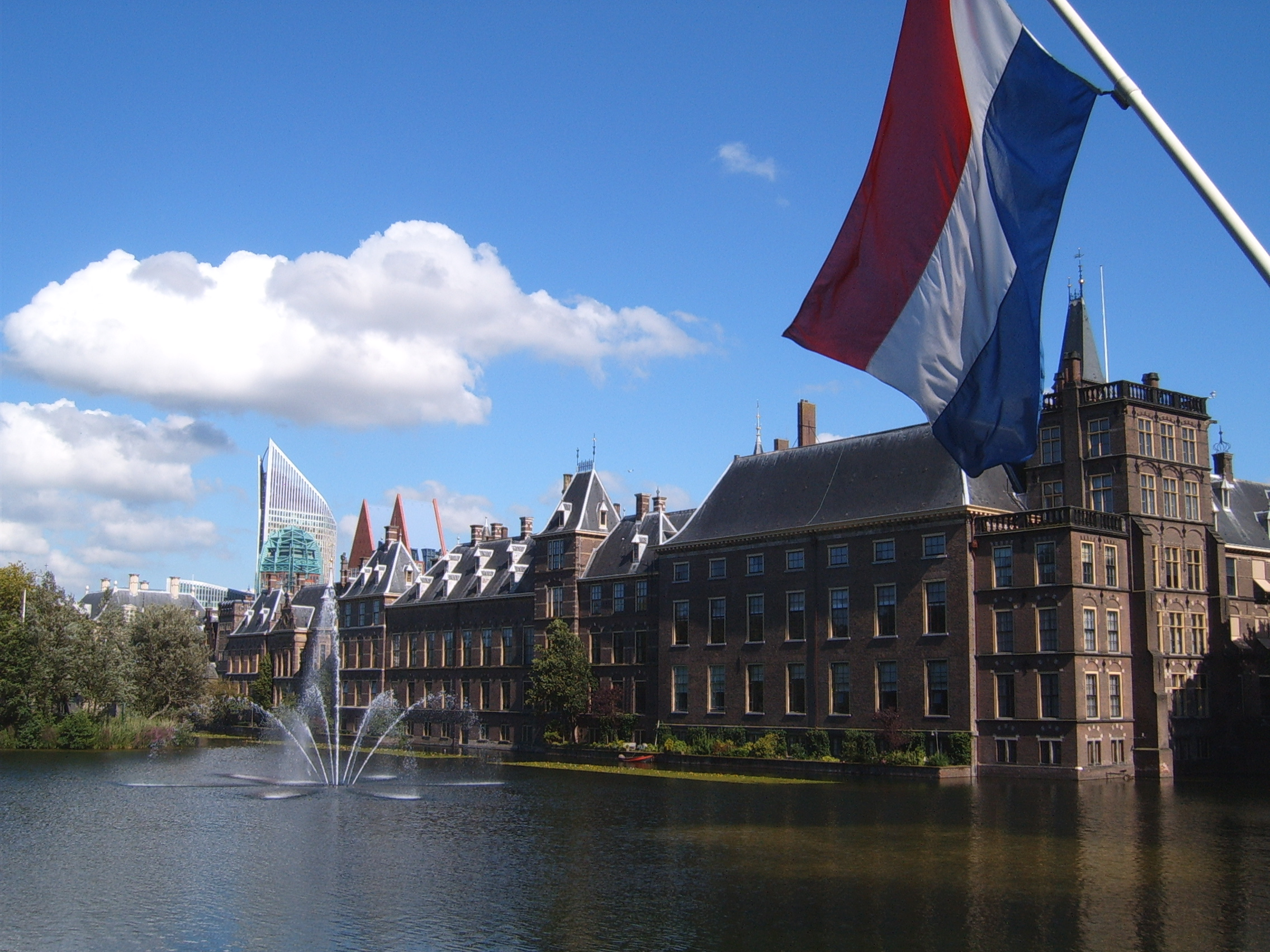
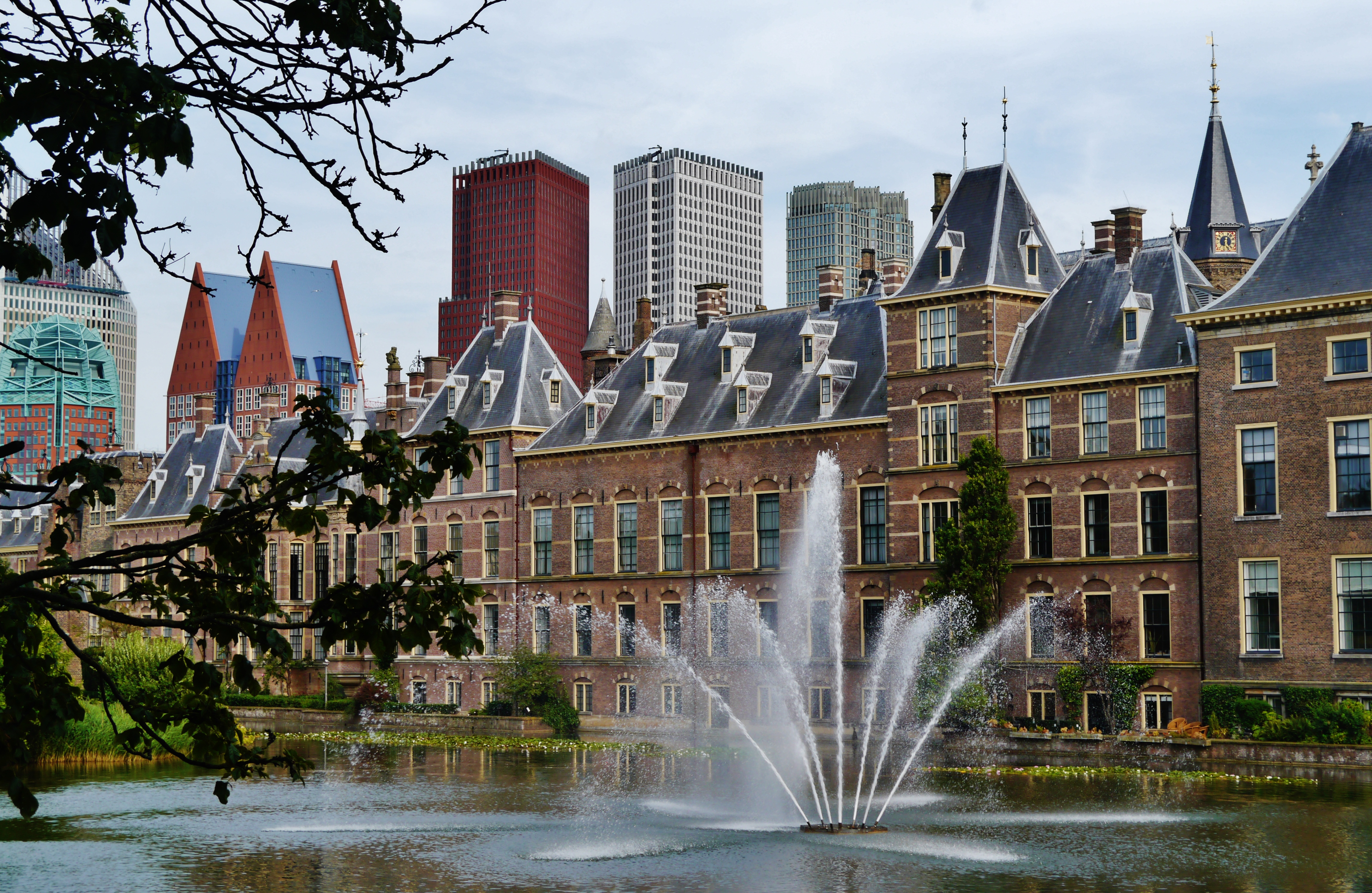
La Binnenhof dall'Hofvijver
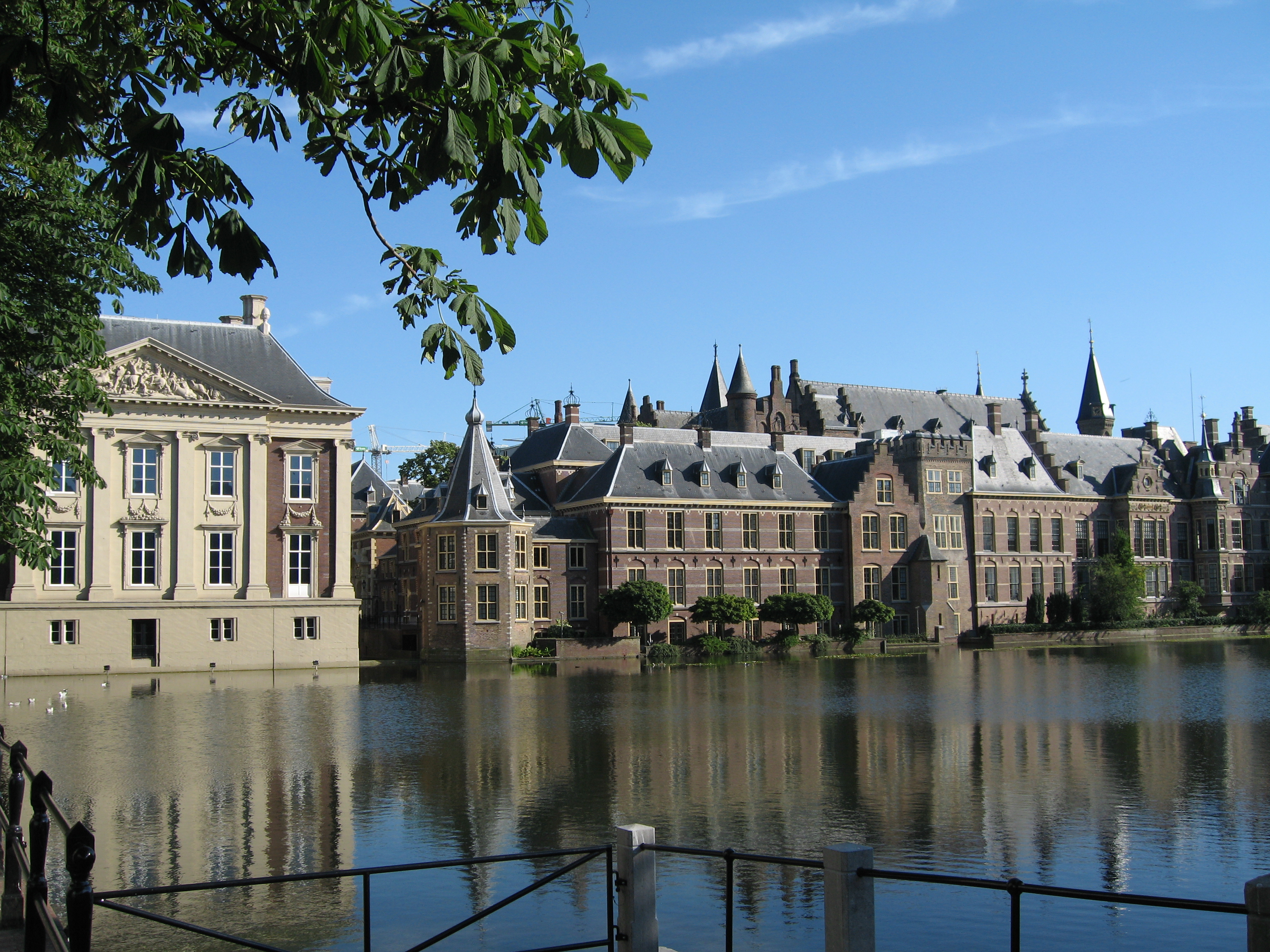
La Binnenhof con la het Torentje, ufficio del Primo ministro